# غريبي المثالي
غريبي المثالي (بالكورية: 어쩌다 마주친, 그대)؛ هو مسلسل تلفزيوني كوري جنوبي، بطولة كيم دونغ ووك وجين كي-جو. يصور المسلسل السفر عبر الزمن الغريب والجميل لشخصين محاصرين في عام 1987. عرض على قناة كي بي إس 2 في 1 مايو الى 20 2023، بث كل يومي الإثنين والثلاثاء.

## القصة
يدرك رجل الذي يبحث عن الحقيقة وراء جريمة قتل متسلسلة وقعت في الماضي، وامرأة تريد منع زواج والديها، يدرك الاثنان أن أهدافهم مرتبطة بشكل غامض.

## طاقم

### رئيسي
- كيم دونغ ووك في دور يون هاي-جون، مذيع أخبار يتمتع بشخصية رائعة وصريحة.[4]
- جين كي جو في دور بايك يون يونغ، عاملة مكتب عادية، تعيش في المدينة.[8]

### دور داعم
- سيو جي هاي في دور سون آيه (في 1987)[7][9]

- لي وون جيونغ في دور هيي سيوب (في 1987)[10]
- كيم جونغ سو في دور بيونغ غو[9]
- لي جيو هي في دور هي-سيوب[9]
- ليم جونغ يون في دور مين سو (في 2021)[9]
- كيم هاي اون في دور مي سوك (في 2021)[9]
- كيم جونغ يونغ في دور أوك جا[9]
- تشوي يونغ وو في دور دونغ سيك[9]
- بارك سو يونغ بدور هيونغ مان[9]
- لي جي هيون في دور سون آي (في 2021)[9][11]
- جانغ سيو وون في دور جيو ريون[9]
- جونغ جا هي في دور لي جو يونغ[9]
- كيم يون-وو في دور مين سو (في 1987)[9]
- جونغ شين هاي في دور تشيونغ آه[9]
- جو إيون-وو في دور يو بيوم-ريونغ[12]
- هونغ نا-هيون أ في دور كيونغ-أي[9]
- كيم يي جي اس في دوو هاي جيونج[9]
- كانغ جي وون في دور يو ري[9]

## المشاهدات
| الموسم | الموسم | رقم الحلقة | رقم الحلقة | رقم الحلقة | رقم الحلقة | رقم الحلقة | رقم الحلقة | رقم الحلقة | رقم الحلقة | رقم الحلقة | رقم الحلقة | رقم الحلقة | رقم الحلقة | رقم الحلقة | رقم الحلقة | رقم الحلقة | رقم الحلقة | المتوسط |
| الموسم | الموسم | 1          | 2          | 3          | 4          | 5          | 6          | 7          | 8          | 9          | 10         | 11         | 12         | 13         | 14         | 15         | 16         | المتوسط |
| ------ | ------ | ---------- | ---------- | ---------- | ---------- | ---------- | ---------- | ---------- | ---------- | ---------- | ---------- | ---------- | ---------- | ---------- | ---------- | ---------- | ---------- | ------- |
|        | 1      | 911        | 822        | 670        | 707        | 677        | 675        | 707        | 778        | 748        | 699        | 702        | 738        | 724        | 804        | 718        | 916        | 750     |

| الحلقات | تاريخ البث    | تقييمات "نيلسن كوريا" | تقييمات "نيلسن كوريا" |
| الحلقات | تاريخ البث    | على الصعيد الوطني     | سيئول                 |
| ------- | ------------- | --------------------- | --------------------- |
| 1       | 1 مايو 2023   | 4.5%                  | 4.2%                  |
| 2       | 2 مايو 2023   | 4.2%                  | 4.9%                  |
| 3       | 8 مايو 2023   | 4.0%                  | 4.2%                  |
| 4       | 9 مايو 2023   | 4.3%                  | 4.3%                  |
| 5       | 15 مايو 2023  | 3.8%                  | 3.6%                  |
| 6       | 16 مايو 2023  | 4.0%                  | 3.7%                  |
| 7       | 22 مايو 2023  | 4.2%                  | 4.5%                  |
| 8       | 23 مايو 2023  | 4.7%                  | 5.0%                  |
| 9       | 29 مايو 2023  | 4.6%                  | 4.7%                  |
| 10      | 30 مايو 2023  | 4.6%                  | 5.2%                  |
| 11      | 5 يونيو 2023  | 4.5%                  | 4.8%                  |
| 12      | 6 قونيو 2023  | 4.6%                  | 4.9%                  |
| 13      | 12 يونيو 2023 | 4.5%                  | 4.8%                  |
| 14      | 13 يونيو 2023 | 4.5%                  | 4.9%                  |
| 15      | 19 يونيو 2023 | 4.4%                  | 4.8%                  |
| 16      | 20 يونيو 2023 | 5.7%                  | 6.2%                  |
| متوسط   | متوسط         | 4.4%                  | 4.7%                  |

## الإنتاج

### صناعة
المسلسل من كتابة بايك سو يون التي شاركت مسلسل كتابة مسلسل حكاية نوك دو (2019).
عُقدت القراءة الأولى للسيناريو في أبريل 2022.

### الإصدار
كان من المقرر عرض المسلسل في النصف الثاني من عام 2022، ولكن تم تأجيله إلى يناير 2023. في 17 نوفمبر 2022 ، أصدرت كي بي اس أول عرض تشويقي للمسلسل، كان من المقرر عرضه كدراما يومي الاربعاء والخميس. لكن تم تأجيله مرة أخرى ليعرض في مايو كدراما الاثنين والثلاثاء.

## روابط خارجية
- الموقع الرسمي
 (بالكورية)
- غريبي المثالي على موقع IMDb (الإنجليزية)
- غريبي المثالي على موقع فيلمافينيتي (الإسبانية)
- غريبي المثالي على موقع قاعدة بيانات الفيلم (الإنجليزية)
- غريبي المثالي على هانسينما